# 射幸心
射幸心（しゃこうしん、英語: speculative spirit）とは、努力や苦労をすることなく、利益や成功だけを願う、偶然の利益を労せずに得ようとする欲心。
まぐれ当たりによる利益を願う気持ち。射倖心とも。

## 概説
「射幸心を煽る（あおる）」のように使う。
射幸心と賭博行為は密接な関係にある。日本において賭博行為が規制されている根拠は「国民の射幸心をあおるのは切磋琢磨によって財産を得ようとするという健全な経済的風俗を害する」という理由による。
平成28年に当時の国務大臣が、風俗営業法第二条第一項第四号の「射幸心」を「偶然に財産的利益を得ようとする欲心」と回答した。（日本で公的に行われている賭博には国や地方公共団体が主催する宝くじ・公営競技（実際の運営は日本中央競馬会・JKA等の法人に任される場合が多い）といった公営ギャンブルが挙げられるが、私企業が行っているパチンコも三店方式から射幸心を煽るギャンブル性があるとされる。）
パチンコにおいてはそのいたずらに射幸心を煽る仕組みについて、法律や保安通信協会等の「指定試験機関」による検定等で対策が行われているが、それでもなお一回の遊技での投入金額が高額になりやすいことが度々問題視される。行政や警察側はそのような機種を排除すべく規則改正を行って対策を行うものの、パチンコ・パチスロメーカー側はその規制の網をかいくぐるようにギャンブル性を高めた新機種を発売し問題が再燃するといういたちごっこが長年にわたり繰り返されている（パチンコ#歴史、パチスロ#進化と変遷も参照）。一方で公営ギャンブルにおいては近年その規制が緩くなっており、特に2000年代に入ってからは三連勝単式（三連単）や重勝式など、配当金が高額（最大で数億円）になる投票券の発売が認められるようになっているほか、スポーツ振興くじ (toto、WINNER等) のような新たなくじも登場している。
金融先物取引や商品先物取引（いわゆる「先物（さきもの）」）・外国為替証拠金取引は投機的性格が強く、特に個人向けの小口取引については射幸心を煽る側面がある。そして先物取引が原因で（先祖代々かけて作り上げてきた大きな財産ですら）全てを失ってしまう人は多い。先物でなく普通の株式取引でも、近年ではスマホのアプリで取引できるなど、ほぼ「ゲーム化」しており、射幸心を煽られ自殺に追い込まれた若者がいる。
トレーディングカードゲーム（TCG）業界における、いわゆる「オリパ」についても、種類によっては1パックが数万円するものもある上に、中に含まれるカードの当たりハズレが大きいことから、一部で射幸心を煽るものとして問題視されている。特に2020年代に入りポケモンカードゲームなど一部のゲームのカードが高騰し、中には1枚数百万円もの価格が付くカードも出現するなど、半ば投機商品化していることが問題となった。
また雑誌のクイズ回答における懸賞品や懸賞金などもギャンブル性があり射幸心を煽るものであるが、景品表示法等の規定により懸賞金の上限が著しく高価でないことや投稿に手間暇がかかることや期間内に回数が事実上制限されていることから、パチンコや公営ギャンブルほど賭博的要素を有するものとして問題視されることは少ない。
ハンゲームやMobage・GREEを代表するコミュニティサイト（SNS)、ソーシャルゲームにおけるアイテム課金システムも、ギャンブル同様に問題視されて運用見直しが行われた（代表例として詳しい事情はコンプリートガチャを参照）。
悪徳な競馬詐欺業者は「必ず勝てる情報を持っているので、月収100万円は確実です」などと、事実に反する、確実に稼げるかのように思わせる嘘を言い、消費者の射幸心を煽り、しっこく高額な有料情報へと誘い込もうとする。